# French Championships de 1962
O French Championships de 1962 foi um torneio de tênis disputado nas quadras de saibro do Stade Roland Garros, em Paris, na França, entre 21 de maio e 2 de junho. Corresponde à 61ª edição.

## Finais

### Profissional
| Categoria | Evento    | Campeã(s)(o/ões)                               | Vice-campeã(s)(o/ões)            | Resultado               | Chave(s)  | Chave(s)       |
| --------- | --------- | ---------------------------------------------- | -------------------------------- | ----------------------- | --------- | -------------- |
| Simples   | Masculino | Rod Laver                                      | Roy Emerson                      | 3–6, 2–6, 6–3, 9–7, 6–2 | principal | qualificatório |
| Simples   | Feminino  | Margaret Court                                 | Lesley Turner                    | 6–3, 3–6, 7–5           | principal | qualificatório |
| Duplas    | Masculino | Roy Emerson Neale Fraser                       | Wilhelm Bungert Christian Kuhnke | 6–3, 6–4, 7–5           | principal | principal      |
| Duplas    | Feminino  | Sandra Reynolds Price Renee Schuurman Haygarth | Justina Bricka Margaret Court    | 6–4, 6–4                | principal | principal      |
| Duplas    | Misto     | Renee Schuurman Haygarth Robert Howe           | Lesley Turner Bowrey Fred Stolle | 3–6, 6–4, 6–4           | principal | principal      |

### Juvenil
| Categoria | Evento    | Campeã(s)(o/ões) | Vice-campeã(s)(o/ões) | Resultado     | Chave(s)  | Chave(s)       |
| --------- | --------- | ---------------- | --------------------- | ------------- | --------- | -------------- |
| Simples   | Masculino | John Newcombe    | Thomaz Koch           | 4–6, 6–4, 8–6 | principal | qualificatório |
| Simples   | Feminino  | Kaye Dening      | Robyn Ebbern          | 1–6, 6–1, 6–3 | principal | qualificatório |